# クロス・オブ・ヴァロー (カナダ)
クロス・オブ・ヴァロー (英語: Cross of Valour、フランス語: Croix de la vaillance) はカナダの栄典制度においてヴィクトリア十字章に次ぐ格式を持つ勲章である。ヴィクトリア十字章は軍人にのみ授与されるため、カナダ市民にとっては最高位の勲章となる。また、3種類 制定されている栄誉章の中では最高位となる。イギリスにおけるジョージ・クロスに相当する。
1972年に制定され、カナダ人・外国人または生存・死去を問わず、人命救助など極めて危険な状況において顕著に勇気ある行動を示した個人に授与される。また、受章者にはC.V.のポスト・ノミナル・レターズを使用することが許される。

## 沿革
クロス・オブ・ヴァローは、1967年の制定以来授与されたことのないカナダ勲章のメダル・オブ・カレッジに代わるものとして制定された。ピエール・トルドー内閣の助言に基づき、1972年5月1日に女王エリザベス2世により制定され、同年7月20日に初の授与が行われた。1967年以前には、同等の行為にはイギリスのジョージ・クロスが授与されており、8人の軍人と1人の海軍御用商人、1人の民間人が受章していた。
2007年にカナダ総督がオンタリオ州コーバーグのクリス・ギャレット巡査（故人）にクロス・オブ・ヴァローを授与しないと発表したことで、議論が巻き起こった。ギャレット巡査は虚偽の通報でおびき出されたうえ喉を切られて殺害されたが、死ぬ間際に加害者に発砲して行動不能にし、加害者が計画していたさらなる犯行を防いでいた。
しかし、ギャレット巡査の推薦は犯人の裁判が終わるまで見送られたため、総督府には2年間の申請期限から8ヶ月遅れで届くことになったのである。市民からの抗議を受け、総督がクロス・オブ・ヴァローの運用ルールを見直すこととなり、
ギャレット巡査にはスター・オブ・カレッジが授与された。

## デザイン
メダルは金の縁取りを持ち各腕の長さが等しい十字形をしている。表面は赤のエナメルに金の縁取りがされ、中央に金色の月桂冠に囲まれた金色のカエデの葉があしらわれている。裏面には上腕にカナダ国王のロイヤル・サイファーが置かれ、モットーである"VALOUR・VAILLANCE"の語が左腕から右腕にかけて彫り込まれている。受章者差の名前と授与日はモットーの下に入れられる。
メダルは幅38mm(1.5in)の明るい緋色の綬をもって左胸に佩用する。男性はメダルバーに吊り、女性はリボン・ボウにピン留めする。
過去にクロス・オブ・ヴァローを受章した者が再度受章した場合には吊り輪に金のカエデの葉が付されることになっているが、
現在までのところ複数回受賞者は出ていない。

## 受章資格
すべての人にクロス・オブ・ヴァローの受賞を推薦する、または推薦される資格がある。対象となる行為はカナダ国外で為されたものでもよいが、カナダ人が関与していなければならない。死後追贈されることもあるが、推薦は「勇気ある行動」の為された時、または被推薦者が関わる裁判等の終了時のいずれか遅い方から2年以内に行われなければならない。

## 受章者
1. Vaino Olavi Partanen CV CD
1972年7月20日（死後追贈）[12]
2. Lewis John Stringer CV CD
 1972年7月20日（死後追贈）[13]
3. Mary Dohey CV RN
1975年12月1日[14]
4. Kenneth Wilfrid Bishop CV
1976年4月5日[15]
5. Jean Swedberg CV
1976年5月17日（死後追贈）[16]
6. Thomas Hynes CV
1978年9月11日（死後追贈）[17]
7. François Emeric Gaston Langelier CV
 1979年4月2日[18]
8. Amédéo Garrammone CV
1980年1月28日[19]
9. Lester Robert Fudge CV
1981年4月6日[20]
10. Harold Gilbert Miller CV MB
1981年4月6日[21]
11. Martin Sceviour CV
1981年4月6日[22]
12. Anna Ruth Lang CV
1982年6月7日[23]
13. Robert Gordon Teather CV CD
1983年4月25日[24]
14. René Marc Jalbert CV CD
1984年7月16日[25]
15. David Gordon Cheverie CV SC
1988年6月13日[26]
16. John Wendell MacLean CV
 1992年10月30日（死後追贈）[27]
17. Douglas Fader CV
 a1994年6月16日[28]
18. Keith Paul Mitchell CV, MMM, MSM, CD
1998年2月11日[29]
19. Bryan Keith Pierce CV MMM MSC CD
1998年2月11日[30]
20. Leslie Arthur Palmer CV
2006年5月4日[31]